# Bataille de Hatcher's Run
Guerre de Sécession
Batailles
Campagne de Richmond-Petersburg
- 1re Petersburg
- 2e Petersburg
- Jerusalem Plank Road
- Raid de Wilson–Kautz
- Stauton River Bridge
- Sappony Church
- 1re Ream's Station
- 1re Deep Bottom
- Cratère
- 2e Deep Bottom
- Globe Tavern
- 2e Ream's Station
- Raid de Beefsteak
- Chaffin's Farm
- Peebles' Farm
- Vaughan Road
- Darbytown & New Market Roads
- Darbytown Road
- Fair Oaks & Darbytown Road
- Boydton Plank Road
- Bataille de Trent's Reach
- Hatcher's Run
- Fort Stedman

La bataille de Hatcher's Run, aussi connue comme Dabney's Mill, Armstrong's Mill, Rowanty Creek, et Vaughn Road, livrée du 5 au 7 février 1865, est l'une bataille d'une série d'offensives de l'Union pendant le siège de Petersburg, visant à couper l'approvisionnement confédérés par la Boydton Plank Road et le chemin de fer de Weldon à l'ouest de Petersburg, Virginie.

## Contexte
Le plan de l'Union est d'envoyer d'envoyer la cavalerie du brigadier général David McM. Gregg hors de la Boydton Plank Road pour détruire tous les wagons d'approvisionnement confédérés qu'ils pourront trouver, tandis que le Ve corps et IIe corps apportent leur soutien et occupent les confédérés au nord et à l'est.

## Bataille
Le 5 février, la division de cavalerie de Gregg se dirige vers l'ouest de Dinwiddie Court House et de la Boydton Plank Road via la route de Malon à deux miles (3 km) au sud de Ream's Station. Le Ve corps, sous le commandement du major général Gouverneur K. Warren, se déplace vers le sud-ouest de Dinwiddie Courthouse via le bureau de poste de Rowanty/bureau de poste de Billup (route de l'ancien relais) à un mile (1.6 km) au nord de Ream's Station. Le Ve corps traverse le Rowanty Creek à Monk Neck Bridge et prend une position de blocage sur la route de Vaughn entre les rivières Gravelly et Little Cattail pour protéger le flanc droit de Gregg et éviter les interférences avec les opérations. Deux divisions du IIe corps sous les ordres du major général Andrew A. Humphreys se déplace de la route d'Halifax en bas de la roue de Vaughn vers le Hatcher's Run et se décale à l'ouest vers Armstrong's Mill au nord de la rivière pour couvrir son flanc droit. En fin de journée, le major général confédéré John B. Gordon attaque le IIe corps du nord et tente de tourner le flanc droit d'Humphreys, près du moulin, mais est repoussé. Pendant la nuit, le IIe corps est renforcé par le Ve corps et la cavalerie de Gregg, qui est revenu de la route de Vaughn après avoir constaté le faible trafic de wagons de ravitaillement sur la Boydton Plank Road. Cela étend la ligne de l'Union au sud de Hatcher's Run.
Le 6 février, les lignes du Ve corps sont attaquées par des éléments de la division confédérée du brigadier général John Pegram. Les confédérés sont repoussés, mais une contre-attaque du brigadier général confédéré Clement A. Evans stoppe l'avance de l'Union. Plus tard dans la journée, les divisions de Pegram et du major général William Mahone attaquent le centre de l'Union près de Dabney's Mill au sud du Hatcher's Run. La ligne de l'Union s'effondre sous l'attaque, mais se réforme au nord de l'usine, parallèlement au Hatcher's Run. Pegram est tué pendant l'action. La journée voit aussi la mort de Sallie Ann Jarrett bull terrier mascotte du 11th Pennsylvania Infantry Regiment (en).
Le 7 février, Warren lancée une offensive et repousse les confédérés, reprenant la plupart des lignes de l'Union autour de Dabney's Mill qui a été perdu la veille.

## Conséquences
Bien que  l'avance de l'Union soit arrêtée, les fédéraux étendent leurs ouvrages de siège jusqu'à la route de Vaughn traversant le Hatcher's Run. Les confédérés maintiennent la Boydton Plank Road ouverte, mais sont contraints de prolonger leurs lignes clairsemées.

## Préservation du champ de bataille
La Civil War Trust (une division de l'American Battlefield Trust) et ses partenaires ont acquis et conservé 387 acres (156,6 ha) du champ de bataille en quatre différentes transactions remontant à 1990.